# Scopticus herbeus
Scopticus herbeus är en spindelart som beskrevs av Simon 1895. Scopticus herbeus ingår i släktet Scopticus och familjen krabbspindlar. Inga underarter finns listade i Catalogue of Life.